# Gisela Heller

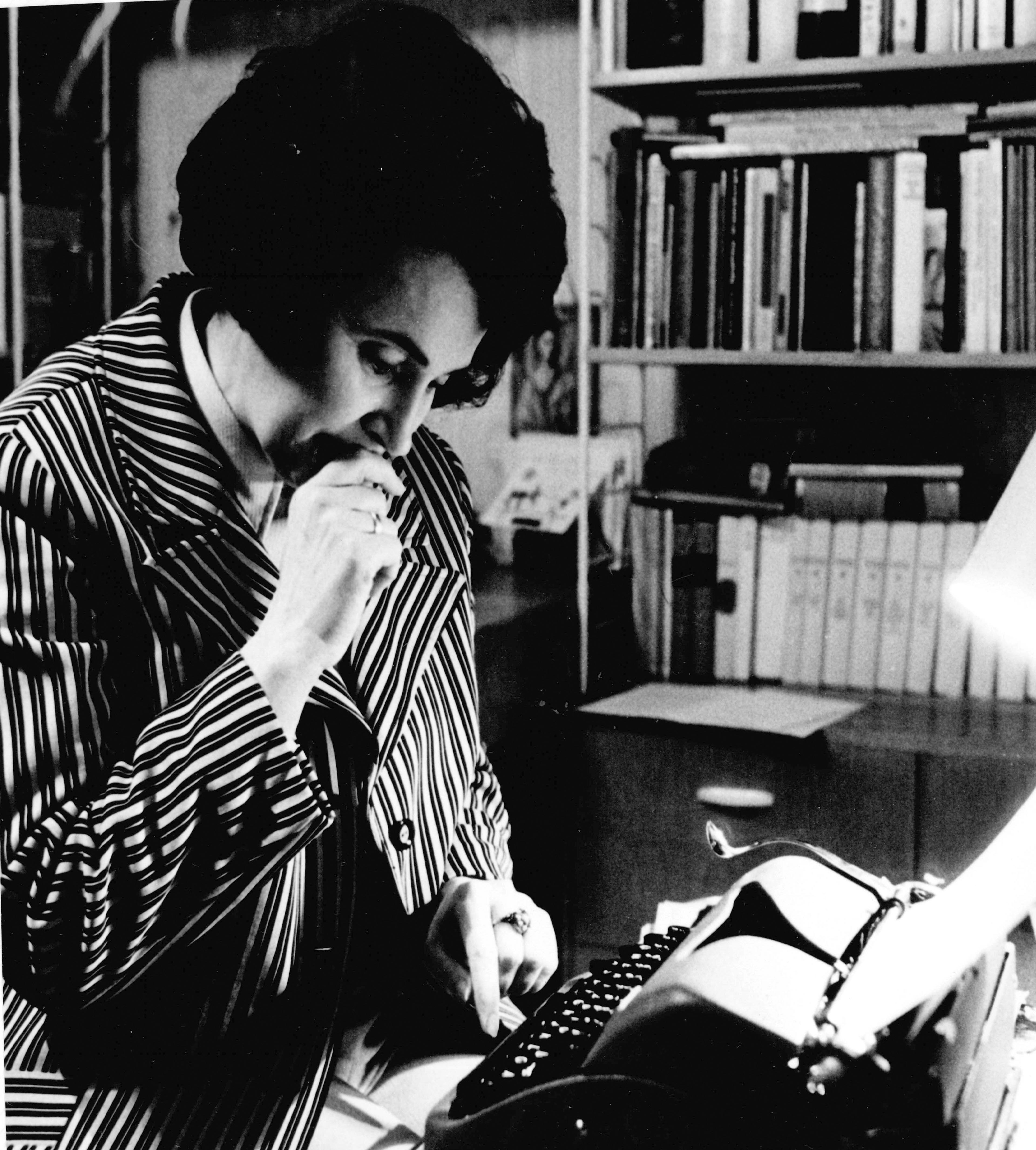
Gisela Heller an ihrer Schreibmaschine, ca. 1970

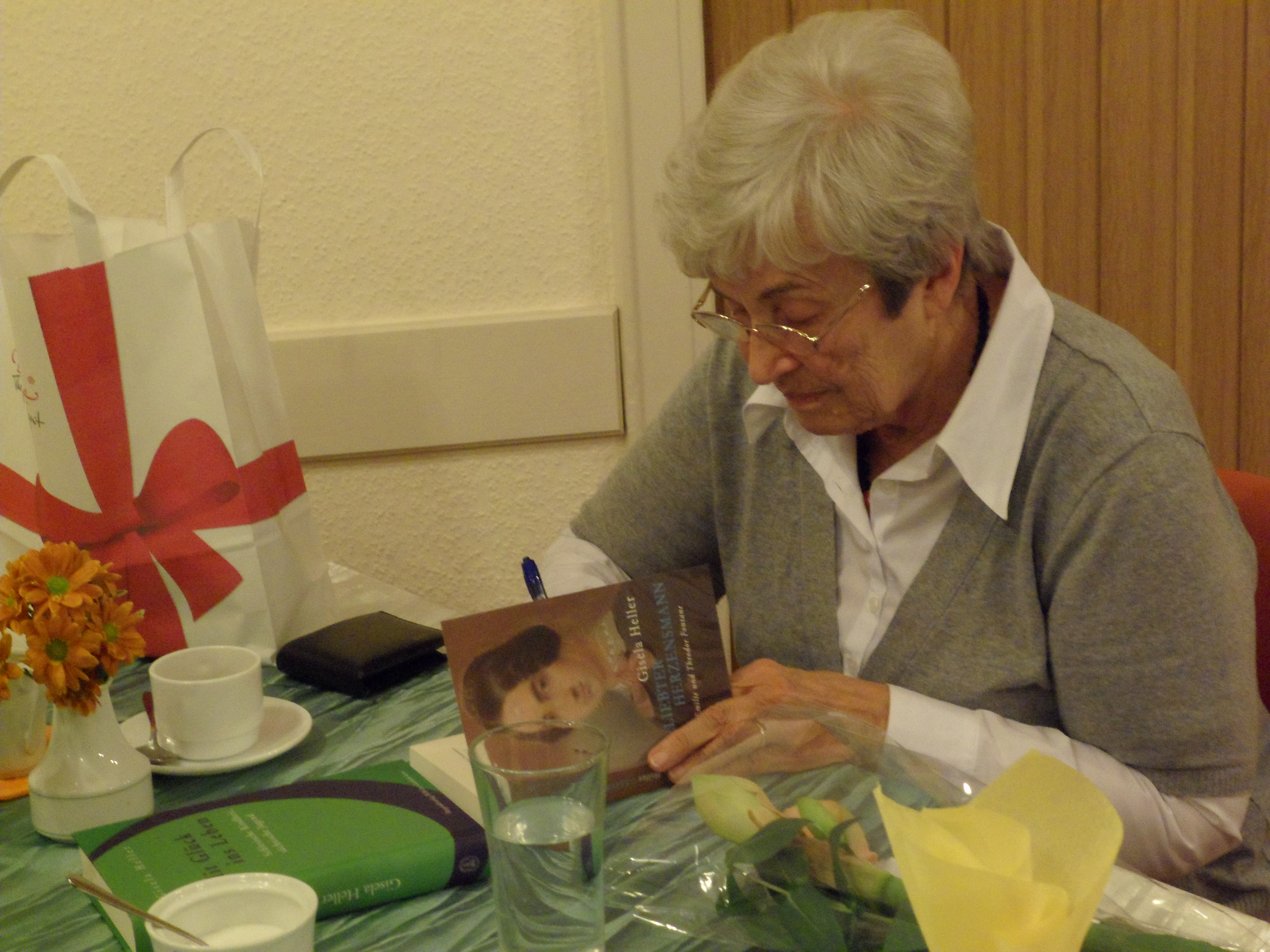
Gisela Heller bei einer Lesung im Toni-Stemmler-Klub Kleinmachnow, 2011

Gisela Heller, geborene Hielscher (* 6. August 1929 in Breslau; † 3. März 2025 in Potsdam), war eine deutsche Redakteurin und Schriftstellerin.

## Leben
Gisela Heller verlebte Kindheit und Jugend mit zwei Geschwistern im grünen Gürtel um Breslau. Der Vater war Gartenarchitekt. Als im Januar 1945 Breslau zur Festung erklärt wurde, mussten sie flüchten und landeten bei Kriegsende im Dorfe Threna bei Leipzig. Dort arbeitete sie bei Bauern für Kartoffeln und Brot, nahm Privatunterricht bei einer emeritierten Professorin und putzte bei einer ausgebombten Musikverlegerin für Französisch-Stunden. Durch deren Fürsprache erhielt sie 1946 einen Studienplatz an der Deutschen Buchhändler-Lehranstalt in Leipzig.
Es folgte 1947 ein Volontariat am gerade wieder gegründeten Mitteldeutschen Rundfunk (MDR). Dort nutzte sie speziell für junge Mitarbeiter eingerichtete Förderkurse in Literatur-, Kunst-, Musik- und Theatergeschichte, für Sprachen und Sprecherziehung. Sie nahm nebenher Schauspielunterricht, lernte Russisch und hörte heimlich Philosophie bei Theodor Litt sowie „Soziologie in der Literatur des 19. Jahrhunderts“ bei Hans Mayer. 1948–1950 arbeitete sie als Redakteurin beim Schulfunk.
Durch Heirat mit dem Russland-Spätheimkehrer, Schauspieler und Rundfunkreporter Hans Heller kam sie nach Weimar. 1951 bekam sie eine Tochter. 1952 kam sie nach Berlin zum Deutschlandsender, Abteilung Unterhaltung. 1954, nach der Geburt der zweiten Tochter war sie noch freiberuflich tätig, u. a. für die Porträt-Reihe berühmter deutscher Frauen.
Ab 1956 war sie Korrespondentin des Deutschlandsenders mit Reportagen aus dem Alltagsleben zwischen Ostsee, Havel und Elbe. 1962 war sie nach der Geburt des dritten Kindes in freier Mitarbeit für den Fernsehfunk als Redakteurin für den Gefilmten Brehm und als Autorin für Wünsch Dir was, Reiseberichte und Film-Feuilletons tätig.
Ab 1970 schrieb und moderierte sie für Radio DDR, Sender Potsdam, Features und Feuilletons zu dem Thema „Brandenburgica“. 

### Privates
Gisela Heller war mit Hans Heller verheiratet, der beim Rundfunk der DDR beschäftigt war. Sie hatten sich bei einer Reportage kennen gelernt. Sie trennten sich 1956. Heller lebte bis kurz nach der politischen Wende in Kleinmachnow, danach in Teltow. Gisela Heller war in zweiter Ehe mit dem Leichtathleten, Sportoffizier und Ingenieur-Ökonomen Martin Schoelzgen bis zu seinem Tod im Jahr 2010 verheiratet. Durch die Heirat hieß sie seitdem Gisela Heller-Schoelzgen.

## Werk
Gisela Heller machte rund 500 Stunden Sendungen mit Themen aus der brandenburgisch-preußischen Geschichte. Sie waren der Grundstock, auf dem später ihre Bücher aufbauten: Märkischer Bilderbogen, Neuer Märkischer Bilderbogen und Potsdamer Geschichten erreichten zu DDR-Zeit eine Auflage von 250.000 Exemplaren und waren in wenigen Wochen ausverkauft.
Ein fast fertiges Manuskript Reisen zu Fontane konnte sie über die politische Wende retten, es erschien 1992 bei Nicolai in Berlin mit dem Titel Unterwegs mit Fontane in Berlin und Mark Brandenburg und 1995 Unterwegs mit Fontane von der Ostsee zur Donau. 1998, zum 100. Todestag Theodor Fontanes, rückte sie in der biografischen Erzählung Geliebter Herzensmann seine Frau Emilie Fontane ins rechte Licht.
Gisela Heller hielt Vorträge über Persönlichkeiten der brandenburgisch-preußischen Geschichte, vor allem aber über Fontane und sein sozio-kulturelles Umfeld.

## Auszeichnungen
1976 und 1989 erhielt sie den Fontane-Preis des Bezirks Potsdam, 1986 den Kunstpreis der DDR und weitere silberne und goldene Ehrennadeln für hervorragende heimatkundliche und kulturpolitische Leistungen.

## Publikationen
- Märkischer Bilderbogen. Verlag der Nation, Berlin 1976.
- Das Havelland mit den Augen der Liebe gesehen. Brockhaus Verlag, Leipzig 1981.
- Potsdamer Geschichten. Verlag der Nation, Berlin 1984.
  - Potsdamer Geschichten. Neu bearbeitet als Taschenbuch. Arani-Verlag, Berlin 1993, ISBN 3-7605-8650-3.
- Neuer Märkischer Bilderbogen. Verlag der Nation, Berlin 1986, ISBN 3-373-00113-7.
- Unterwegs mit Fontane in Berlin & der Mark Brandenburg. Nicolaische Verlagsbuchhandlung, Berlin 1992, ISBN 3-87584-401-7.
- Unterwegs mit Fontane von der Ostsee bis zur Donau. Nicolaische Verlagsbuchhandlung, Berlin 1995, ISBN 3-87584-556-0.
- Geliebter Herzensmann. Nicolaische Verlagsbuchhandlung, Berlin 1998, ISBN 3-87584-691-5.
- Mit Glück ins Leben: Schlesische Kindheit, sächsische Jugend. Bergstadtverlag, Würzburg 2007, ISBN 978-3-87057-281-5.
- Altmark-Blätter. 1994, 1998, Märkische Allgemeine 1992, Berliner Morgenpost und Tagesspiegel 1998.
- Fontaneblätter. Heft 55/1993, Heft 63/1997, Heft 68/1999.
- Edition Luisenstadt. 1998.
- Meine Irrungen, Wirrungen. Edition digital, Pinnow 2020, ISBN 978-3-96521-023-3.